# Tuková tkáň

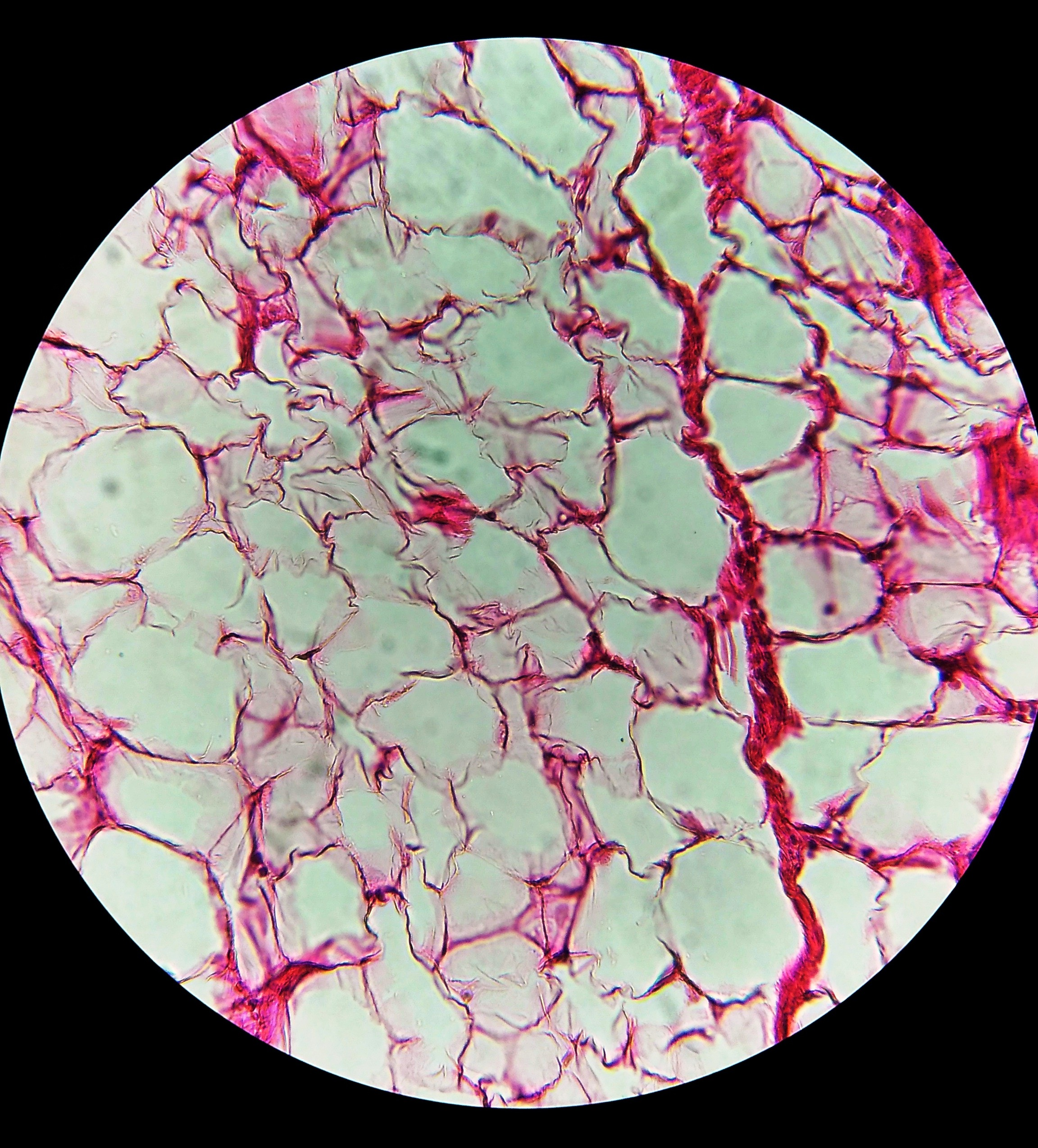
Bílé tukové vazivo

Tuková tkáň je tvořena adipocyty, buňkami specializovanými na uchovávání tuku, a slouží jako rezervoár energie v podobě tuku. Rozeznáváme dva typy tukové tkáně:
- hnědá tuková tkáň (a její podtyp béžová tuková tkáň)
- bílá tuková tkáň

## Hnědá tuková tkáň
Hnědou tukovou tkáň nalezneme hlavně u novorozenců, kde tvoří až 5 % celkové hmotnosti. U nich je lokalizována v oblasti páteře, podél horní části míchy a směrem k ramenům. U dospělých jedinců ji lze nalézt v horní oblasti hrudi a krku, u obézních jedinců je však velmi zredukována nebo chybí úplně. Hnědá tuková tkáň je velmi prokrvená. Buňky mají vysoký počet mitochondrií a cytochromů, ale malou aktivitu ATP-syntázy. To znamená, že při oxidaci glukózy nevzniká ATP (adenosintrifosfát), ale uvolňuje se teplo. Toto má za následek vznik netřesové termogeneze. V průběhu času mizí z hnědých tukových buněk mitochondrie a jejich funkce se začíná podobat funkci bílé tukové tkáně.

## Bílá tuková tkáň
Bílá tuková tkáň je tvořena tukovými buňkami s velkými tukovými kapénkami obklopenými prstencem cytoplazmy (tuková vakuola). Jádro je umístěno na periferii buňky. Ukládaný tuk je polotekuté konzistence a sestává převážně z triacylglycerolů a esterů cholesterolu. Tukové buňky bílé tukové tkáně patří k největším buňkám lidského těla, jejich velikost je průměrně 50 μm. U štíhlých jedinců zaujímá kolem 20 % tělesné hmotnosti, u obézních ale může tvořit až 50 % celkové váhy. Kromě energetické zásobárny slouží bílá tuková tkáň také jako tepelné izolace a ochrana vnitřních orgánů. Tuková tkáň není rigidní součást organismu, naopak je velmi metabolicky, endokrinně a parakrinně aktivní. Produkuje adipokiny, které se podílejí na ukládání periferních energetických zdrojů a na mobilizaci energie z triacylglycerolů, dále hormony, cytokiny, enzymy, prostacykliny, růstové faktory nebo faktory komplementu. V současné době je známo několik desítek látek, které jsou produkovány tukovou tkání. Patří mezi ně např. leptin, adiponektin, rezistin, AFABP, visfatin, perilipin či omentin.